# Otomantis scutigera
Espèce
Otomantis scutigera est une espèce d'insectes de la famille des Hymenopodidae (ordre des Mantodea). 

## Répartition
Cette espèce se rencontre en zone afrotropicale et notamment en Afrique de l'Est, au Malawi, au Mozambique, en Afrique du Sud et en Tanzanie.

## Description
Le mâle mesure de l'ordre de 21 mm et la femelle de l'ordre de 26 mm.
Cet insecte est de couleur verte.

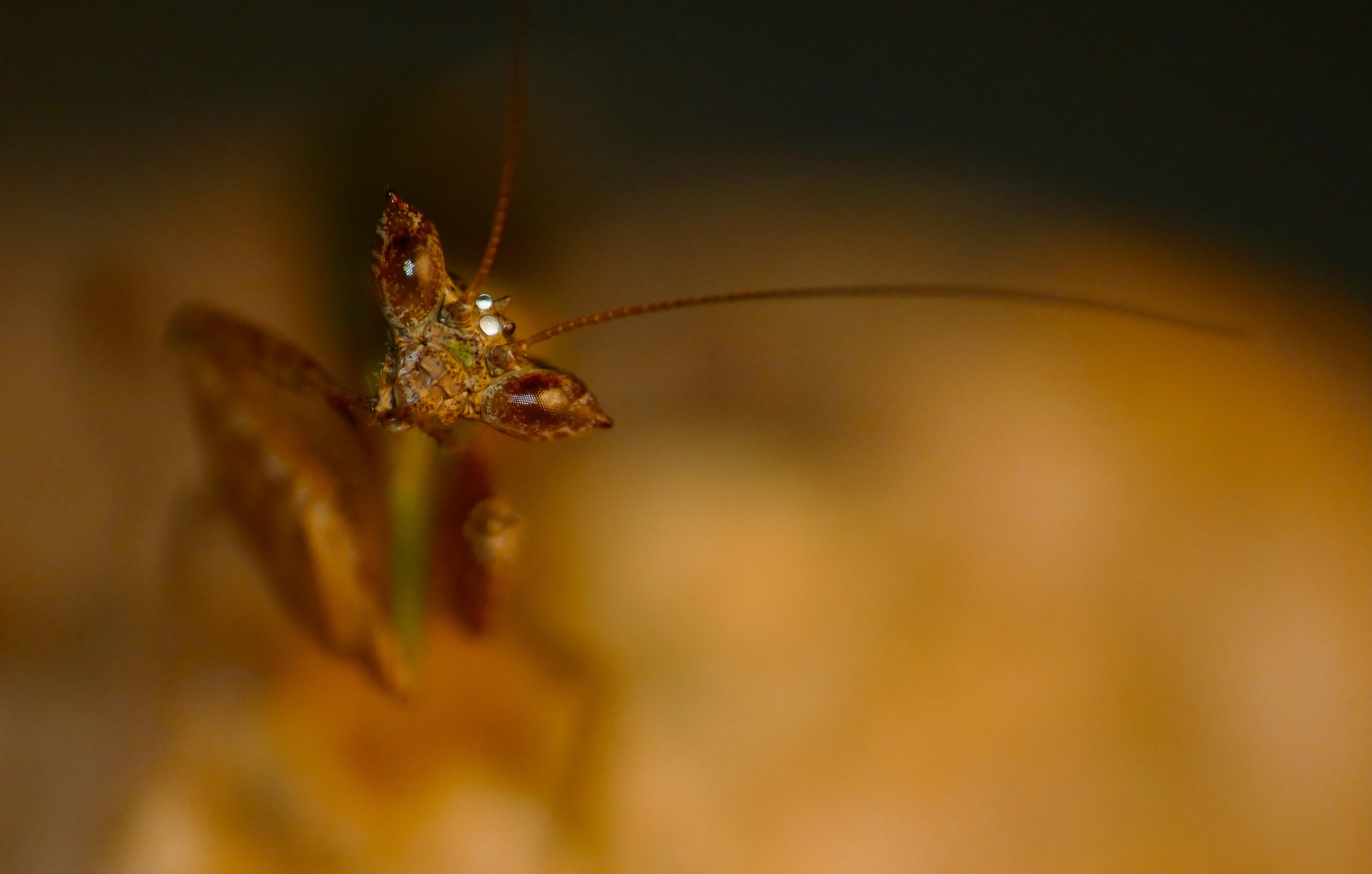
Détail de la tête.

La tête est très transversale, postérieurement inclinée, obtuse et transformée en une petite dent, avec la partie frontale a minima trois fois moins haute que large. Les yeux sont alignés transversalement sous l'arcade qui est bordée d'un tubercule antérieur aplati. Le sommet de la tête est large, comprimé transversalement et faisant saillie rectangulairement vers les yeux. Les yeux, coniques, sont produits vers l'extérieur et tuberculés à l'extrémité. Les antennes sont linéaires et espacées.
Le pronotum est fortement sinueux et dentelé des deux côtés en avant des épaules. 

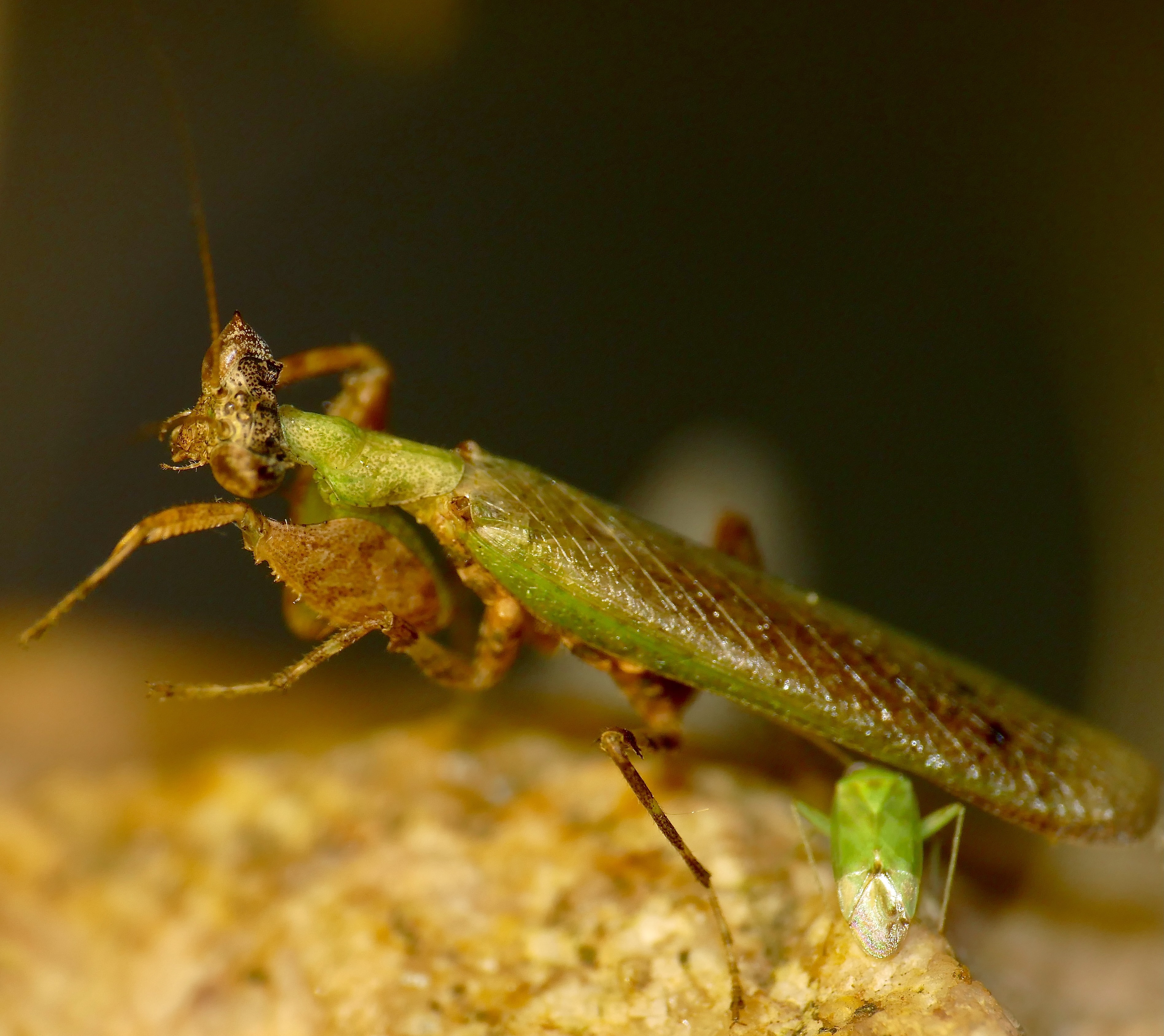

Les élytres sont verdâtres. Ils sont parfaitement développés et densément réticulées chez la femelle, de forme ovale avec une large zone marginale. Les veines ulnaires sont ramifiées. Les élytres des mâles sont étroits avec des marges subparallèles, hyalins et faiblement réticulée. Ils présentent des nervures clairsemées de points bruns vers l'apex et une zone marginale étroite. Les ailes sont hyalines chez les deux sexes. La zone radiale chez la femelle est finement réticulée, arrondie, tronquée à l'apex qui est sub-opaque et non divisée par les nervures radiales. La veine ulnaire antérieure est ramifiée chez la femelle. Les ailes des mâles présentent une zone radiale obtuse avec un apex légèrement brun. 

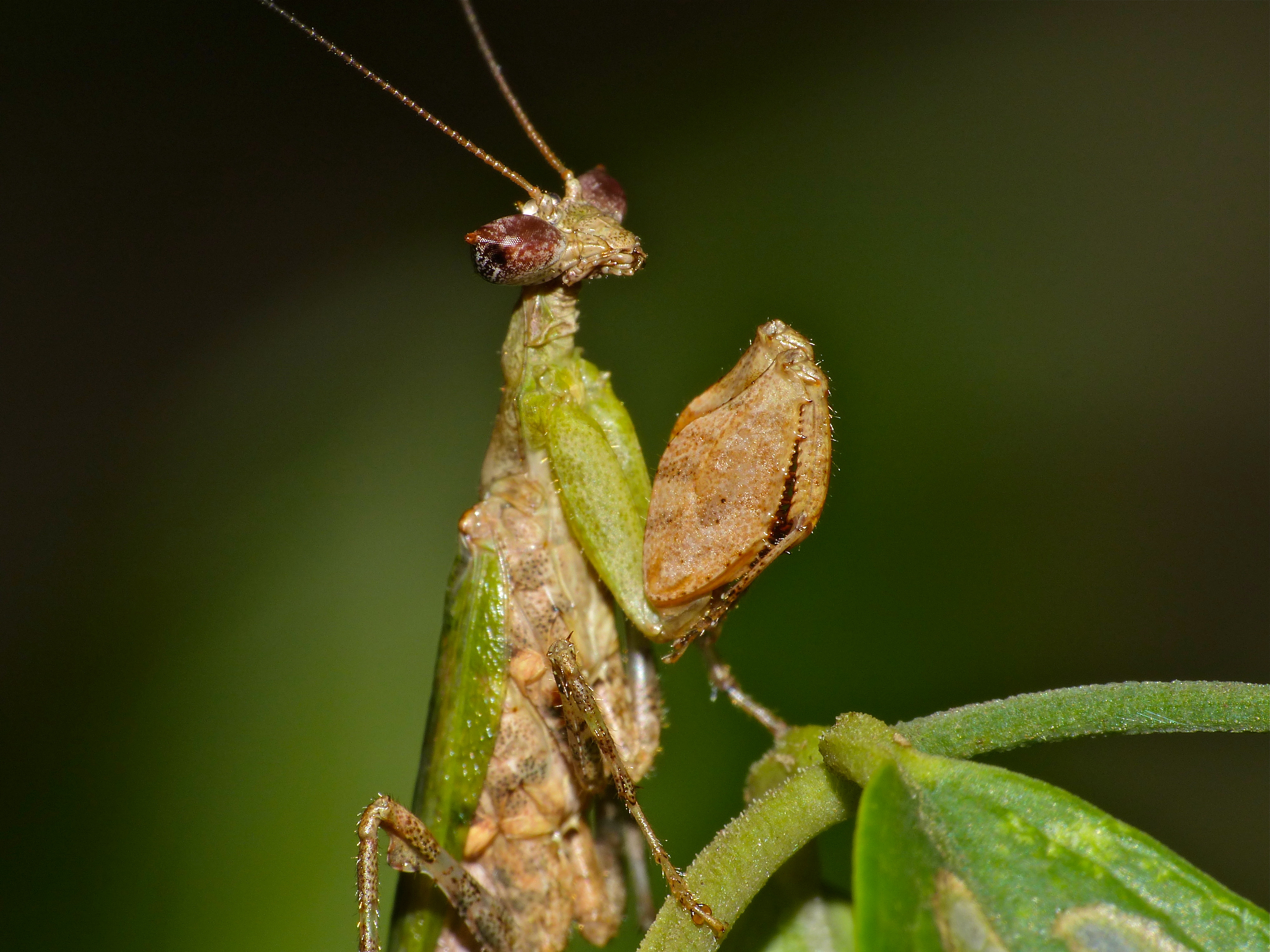

La plaque infra-anale est légèrement bifurquée à l'extrémité. Les cerques sont cylindriques et allongés. L'abdomen de la femelle est un peu plus large que celui du mâle.
Les pattes antérieures sont fortes avec le bord arrière de la hanche en pronation. Les fémurs sont élargis en haut et rétrécis vers le sommet. Ils sont armés en bas de quatre épines discoïdales. Les pattes postérieures sont fines et annelées de brun. Le haut des fémurs est lobé et ils sont carénés en dessous. Les tibias sont rétrécis en arrière avant l'apex. La première articulation des tarses postérieurs n'est pas beaucoup plus longue que les trois articulations suivantes.

## Systématique
Otomantis scutigera a été nommée et décrite par l'entomologiste espagnol Ignacio Bolívar y Urrutia en 1890.

### Synonymie
Otomantis scutigera a pour synonyme :
- Otomantis africana Saussure & Zehntner, 1895

### Publication originale
- (la + es) I. Bolivar, « Diagnosis de ortopteros nuevos (lamina I) », Anales de la Sociedad Española de Historia Natural, Espagne, vol. 19,‎ 1890, p. 299-334 (ISSN 0210-5160, lire en ligne, consulté le 20 novembre 2024).